# Distance (fumettista)
Distance (...) è un fumettista giapponese noto come autore di manga hentai.
L'editore Magic Press ha pubblicato in italiano le sue opere HHH - Triple H (HHH トリプルエッチ?), Un bel vedere (美～ちく?, Bi-chiku) e Anekomori (あねこもり?).
Da due sue opere, HHH - Triple H e Joshi Luck! (じょしラク！?), sono state tratte delle serie OAV.